# Abiodun Obafemi
Abiodun Obafemi (Lagos, 25 dicembre 1973) è un ex calciatore nigeriano, di ruolo difensore.

## Carriera

### Club
Obafemi iniziò la carriera in patria, nello Stationery Stores; nel 1993 lasciò la Nigeria, trasferendosi in Germania, al Fortuna Düsseldorf. In quella stagione ottenne una sola presenza; per il 1994-1995 fu aggregato alla squadra II, visto il poco spazio trovato tra i titolari. Nel 1995 fu ceduto in prestito in Francia, al Tolosa: con la squadra bianco-viola giocò in Division 2, assommando 26 presenze in seconda serie francese. Tornò poi al Fortuna, con cui scese in campo in un incontro di Bundesliga: quella gara rimase la sua unica apparizione nel massimo campionato tedesco. Nel 1997 passò al Reutlingen, con cui prese parte ai campionati di serie minori tedeschi; nel 2000 passò all'Augusta, squadra che fu la sua ultima in carriera: si ritirò nel 2002.

### Nazionale
Fu convocato per il torneo calcistico di Atlanta 1996, vincendo la medaglia d'oro: giocò la partita del 25 luglio contro il Brasile. Nel 1997 ottenne anche 2 presenze in Nazionale maggiore.

## Palmarès

### Nazionale
- Oro olimpico: 1

Atlanta 1996